# Mitoyo Kawate
Mitoyo Kawate (川手 ミトヨ?; Hiroshima, 15 maggio 1889 – Hiroshima, 13 novembre 2003) è stata una supercentenaria giapponese che fu decana dell'umanità dal 28 settembre 2003, con la morte del connazionale Yukichi Chuganji, al suo stesso decesso. Nel 2003, però era ancora ritenuto valido il caso di Kamato Hongo, una giapponese deceduta il 28 ottobre di quello stesso anno alla presunta età di 116 anni; l'età finale di Hongo venne smentita soltanto nel 2012, pertanto, all'epoca, Mitoyo Kawate venne ufficialmente riconosciuta decana dell'umanità in carica soltanto dal 28 ottobre al 13 novembre 2003.
Ebbe quattro figli, sopravvisse alle radiazioni della bomba atomica sganciata su Hiroshima e lavorò in una fattoria fino all'età di 100 anni. Poiché veniva considerata una sopravvissuta alle radiazioni, ebbe diritto nella sua vita a speciali cure mediche e ad una specifica pensione.
Mitoyo Kawate passò gli ultimi 10 anni della sua vita in una casa di riposo; la sua salute peggiorò drasticamente a partire dal 2001. Morì a Hiroshima il 13 novembre 2003, all'età di 114 anni e 182 giorni, per le conseguenze di una polmonite. Dopo la sua morte, il titolo di persona vivente più longeva al mondo passò a Ramona Trinidad Iglesias Jordan de Soler, una 114enne di Porto Rico.